# Eleazar ben Azariah
Eleazar ben Azariah (ou Azaryah) (séculos I-II), rabino da antiga Judeia, foi um Nassi. Ele ocupou o cargo de Rosh Yeshiva junto com Raban Gamliel, depois do caso "Bô Bayom"